# 小山三郎 (内務官僚)
小山 三郎（こやま さぶろう、1885年（明治18年）6月 - 没年不詳）は、日本の内務官僚。

## 経歴
熊本県出身。1911年（明治44年）、東京帝国大学法科大学政治科を卒業し、1913年（大正2年）に高等文官試験に合格した。台湾総督府事務官、台中庁事務官、台湾総督府州警視、警視庁警視、樺太庁警察部長、長崎県書記官・学務部長、栃木県書記官・学務部長を歴任し、1935年（昭和10年）に退官した。
退官後は佐世保市助役を務めた。